# Sumuru – Planet der Frauen
Sumuru – Planet der Frauen ist ein 2003 uraufgeführter Science-Fiction-Film mit Alexandra Kamp und Michael Shanks in den Hauptrollen. Er basiert auf der Figur „Sumuru“ des Autors Sax Rohmer.

## Handlung
Die Frauen auf der Erde wurden durch ein Virus unfruchtbar. Da erinnert man sich an eine Kolonie, die sich vor 914 Jahren auf dem Planeten Antaris niedergelassen hat. Man hofft von dort ein Gegenmittel zu bekommen. Der Pilot Adam Wade macht sich mit Jake Carpenter auf die Suche. Sie müssen letztendlich auf dem Planeten notlanden, wobei Jake verletzt wird. So macht sich Adam zunächst allein auf die Suche. Er macht Bekanntschaft mit einem Jungen namens Will, der einem Hund nachgejagt ist, den er Hund nennt. Will soll kurz darauf einer riesigen Schlange als Opfer dargebracht werden. Taxan, die Priesterin der Schlange, fordert seine Opferung. Sie sieht sich selbst als Göttin und wird von den Schlangenkriegerinnen verehrt und beschützt. Adam folgt den Frauen und findet heraus, dass der Planet von Frauen regiert wird. Die oberste königliche Herrscherin ist Sumuru.
Wills Schwester Dove gehört zur Leibwache von Sumuru und so begnadigt sie den Jungen. Adam fliegt während der unterbrochenen Zeremonie auf und muss die Flucht ergreifen, Will folgt ihm. Die Kämpferinnen der Priesterin verfolgen ihn bis zum Raumschiff und schießen mit giftigen Pfeilen auf ihn. Adam wird getroffen und letztendlich von Sumuru gerettet. Jake erzählt Adam, dass er herausgefunden hat, dass der Planet unter Erdbeben leidet und in wenigen Wochen auseinanderbrechen wird. Will ist neugierig und freundet sich langsam mit den beiden an.
Adam wird kurz darauf zur Königin gebracht. Sie will alleine mit ihm sprechen, obwohl Dove davon abrät. Sumuru ist neugierig und fragt Adam aus. Der macht ihr weis, dass sie gekommen sind, um dem Planeten und den Bewohnern zu helfen. Adam schlägt vor, das Volk zu evakuieren. Sumuru glaubt ihm nicht. Sie führt Adam aber herum und zeigt ihm die Männer von Antaris. Sie müssen hart arbeiten, vom Kind bis zum Greis. Die Männer werden als Ursache allen Übels gesehen, da früher unter ihrer Herrschaft die Frauen unterdrückt wurden und vor langer Zeit viele Menschen starben. Adam ist über die Zustände empört und es kommt zum kurzen Kampf mit der Königin. Ihre Leibwache überwältigt ihn und er wird zusammen mit Jake eingesperrt.
Die Kriegerin der Schlangenpriesterin will Adam töten, doch es kommt zum Kampf, bei dem Dove stirbt. Die Kriegerinnen entführen Adam und bringen ihn zu Taxan. Sie will die Macht an sich reißen und Sumuru töten. Doch Adam will sich nicht mit ihr verbünden. Sumuru gibt sich als Kriegerin aus und will Taxan zur Rechenschaft ziehen, weil sie an Doves Tod schuld ist. Jake hat sich ihr angeschlossen, ebenso Will. Alle zusammen machen sie sich auf den Weg zu einer verbotenen Zone, dort befindet sich ein Raumschiff, wie Jake erkennt. Sumuru wünscht, dass Adam und Jake den Planeten verlassen. Auf dem Weg kommen sie durch ein Gefängnis, die Männer reagieren nicht auf Sumurus Einspruch, sie wollen die Insassen befreien. Da kommt es zum Angriff der Schlangenkriegerinnen. Adam öffnet die Tore und Sumuru befiehlt den gefangenen Männern zu fliehen.
Adam, Jake, Sumuru und Will machen sich mit zwei Leibwächterinnen weiter auf den Weg, verfolgt von den Kriegerinnen und Taxan. Sie finden heraus, dass es eine Verstrahlung gegeben hat, dadurch starben die meisten Männer, da sie sich in der Nähe aufgehalten haben, und so kam es zur Machtübernahme durch die Frauen. Immer wieder kommt es zu Beben. Adam muss Sumuru gestehen, dass die Bewohner der Erde, und alle Kolonien, ihre Hilfe brauchen. Die kleine Gruppe erreicht die verbotene Zone und auch das Raumschiff. Jake bringt einen Reaktor zum Laufen, damit wollen sie das Shuttle mit Energie versorgen. Taxan und ihre Kriegerinnen greifen an, sie will Sumuru töten, um die Herrschaft zu übernehmen. Es kommt zum Kampf der beiden Frauen, wobei Taxan durch einen heftigen Stromschlag schwer verletzt und später von Adam getötet wird.
Die Bewohner des Planeten sehen das Raumschiff abheben. Es kommt zum klärenden Gespräch zwischen Sumuru und Adam und zum Kuss. Sie landen das Shuttle und Sumuru verkündet, sie würden alle zu den Sternen reisen. Ihr wird ein Zepter übergeben, doch sie schmeißt es weg. Sie will nicht mehr herrschen. Alle Bewohner betreten das Shuttle, doch die große Schlange greift an. Durch zünden der Triebwerke tötet Jake die Schlange. Sie nehmen Kurs auf eine Kolonie. Es kommt zum freudigen Wiedersehen von Will und Hund. In der letzten Szene sind Adam und Sumuru zu sehen, die sich auf ihre Zukunft freuen.

## Hintergrund
Der Film wurde am 30. April 2003 in Großbritannien uraufgeführt, in Deutschland wurde er erstmals am 5. März 2004 im Fernsehen gezeigt.

## Kritik
„Science-Fiction-Fantasie nach einem Abenteuerroman von Sax Rohmer, der stilistisch an Planet der Affen und Barbarella anknüpfen möchte, aber kein wirkliches Pfund für sich in die Waagschale werfen kann.“

„Billig, überzogen, aber dank des unfreiwilligen Humors immerhin nie langweilig.“